# 東海電気通信局

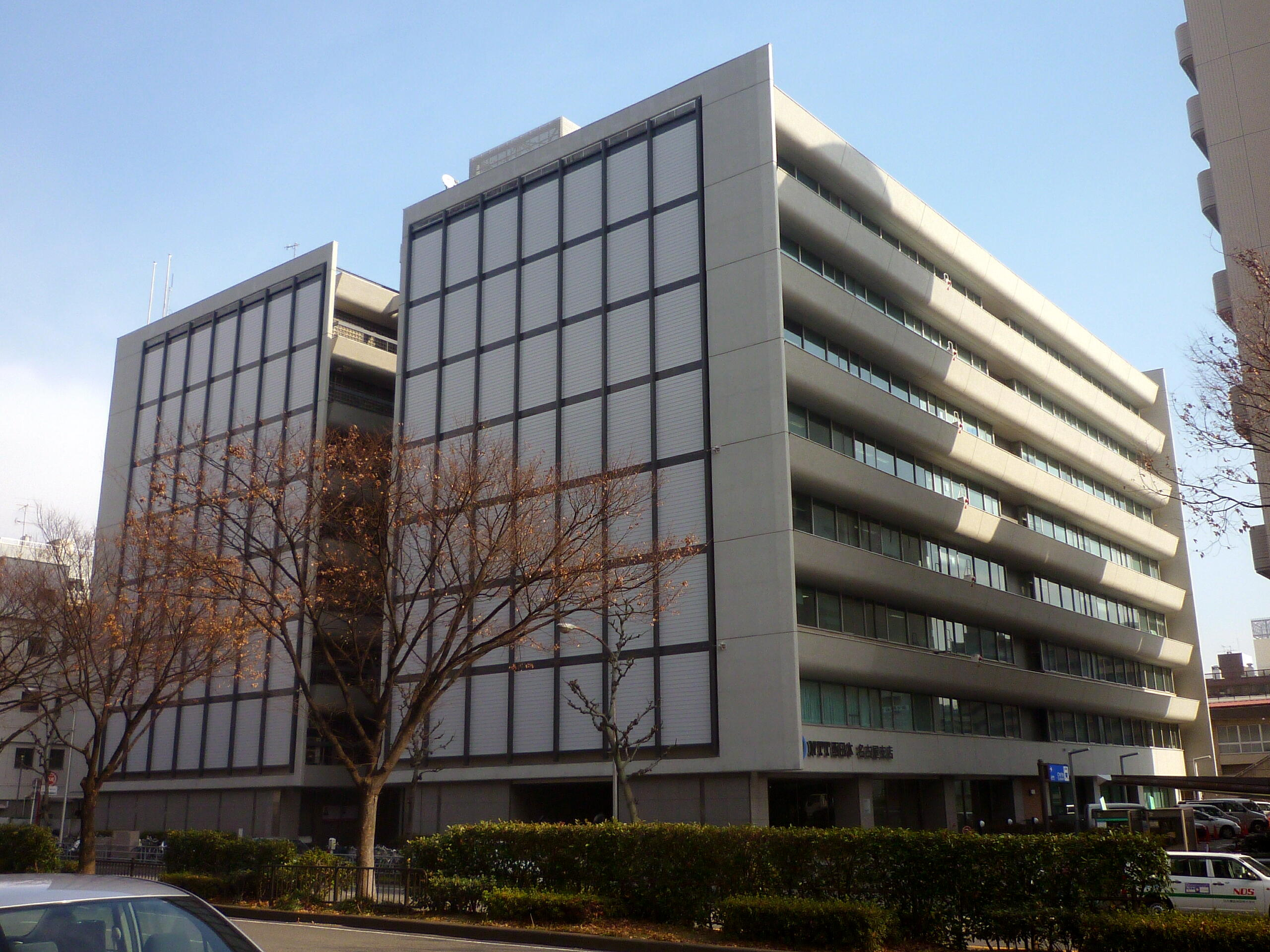
NTT上前津ビル

東海電気通信局（とうかいでんきつうしんきょく）は愛知県名古屋市にあった日本電信電話公社の電気通信局の一つ。管轄区域は愛知県、静岡県、岐阜県、三重県であった。現在、旧庁舎はNTT西日本-東海やNTT西日本名古屋支店などが入るNTT上前津ビルとなっている。

## 沿革
明治10年代、電信を取り扱う郵便局の増加に伴い、電報の取り扱いが急速に増え、管理事務が次第に増加していき、管理事務を分掌するため、1886年（明治19年）に各地方に逓信管理局に設けられ、東海地方では愛知・岐阜・三重の通信事業を管理する名古屋逓信管理局を設置した。しかし、経費節減のため3年足らずで廃止し、地方の通信事業の管理は一等郵便電信局で行われることになる。
日露戦争後の飛躍的発展に伴い、1910年（明治43年）に再び名古屋逓信管理局が設置されるが、1913年（大正2年）に行われた行政整理を契機として新たに大阪市に設けられた西部逓信局へ移管されることになる。
しかし、通信事業が拡大するにつれて管理上支障が出てきたため、1919年（大正8年）に西部逓信局を分割し、愛知・岐阜・三重の他に長野・福井・石川・富山を管轄する名古屋逓信局が発足、1943年（昭和18年）には新潟逓信局新設に伴い、管轄区域が愛知・静岡・岐阜・三重となる。
1949年（昭和24年）には逓信省の二省分離に伴い設置された電気通信省の管轄下に入り東海電気通信局と改称、1952年（昭和27年）に電気通信省が日本電信電話公社に改組されることにより公社の管轄となる。
1985年（昭和60年）の民営化に伴いNTT東海総支社となる。

### 年表
- 1886年（明治19年）7月15日 - 名古屋区伝馬町の名古屋電信分局内に名古屋逓信管理局を設置。愛知・岐阜・三重の逓信事業を管理。
- 1888年（明治21年）1月 - 名古屋区栄町に庁舎新築移転（名古屋郵便電信局と共用）
- 1889年（明治22年）4月1日 - 名古屋逓信管理局を廃止、東京逓信管理局へ移管。
- 1910年（明治43年）4月1日 - 再び名古屋逓信管理局を設置。愛知・岐阜・三重の逓信事業を管理。
- 1913年（大正2年）6月13日 - 名古屋逓信管理局を廃止、西部逓信局（大阪市）へ移管。
- 1919年（大正8年）5月15日 - 西部逓信局を分割、名古屋逓信局を設置。愛知・岐阜・三重・長野・富山・石川・福井の逓信事業を管理。
- 1920年（大正9年）10月1日 - 名古屋市東区長塀町に庁舎新築移転。
- 1938年（昭和13年）4月15日 - 名古屋市東区七間町に庁舎新築移転。
- 1943年（昭和18年）12月 - 新潟逓信局新設に伴い長野・富山・石川・福井を移管、東京逓信局より静岡を移管され、管轄区域は愛知・静岡・岐阜・三重となる。
- 1944年（昭和19年）2月11日 - 行政区画変更により庁舎所在地が名古屋市栄区七間町となる。
- 1945年（昭和20年）10月 - 進駐軍の庁舎明け渡し命令により名古屋市栄区御幸本町に移転。
- 1949年（昭和24年）6月1日 - 電気通信省設置に伴い東海電気通信局となる。愛知・静岡・岐阜・三重の電気通信業務を管理。
- 1949年（昭和24年）9月 - 名古屋市中区米浜町3の旧米穀取引所を改造した庁舎に移転。
- 1952年（昭和27年）8月1日 - 日本電信電話公社発足に伴い公社の管轄となる。
- 1967年（昭和42年）6月1日 - 名古屋市中区小林町30の5に庁舎新築移転。
- 1969年（昭和44年）10月21日 - 住居表示の変更に伴い所在地が名古屋市中区大須四丁目9番60号となる。
- 1985年（昭和60年）4月1日 - 日本電信電話公社の民営化に伴いNTT東海総支社となる。
- 1989年（平成元年）4月1日 - 東海総支社に愛知支社と名古屋支社を統合してNTT東海支社となる[1]。
- 1999年（平成11年）1月25日 - NTT東海支社を廃止、西日本会社移行本部の下で、名古屋、岐阜、三重、静岡の各支店に業務を移管する[2]。